# Odontites maroccanus
Odontites maroccanus är en snyltrotsväxtart som beskrevs av M. Bolliger. Odontites maroccanus ingår i släktet rödtoppor, och familjen snyltrotsväxter. Inga underarter finns listade i Catalogue of Life.